# ГЕС Каверньйо
ГЕС Каверньйо італ. Cavergno — гідроелектростанція на південному сході Швейцарії. Складає третій ступінь гідровузла Маджа, створеного в сточищі однойменної річки (права притока Тічино, що впадає у середню течію останньої — озеро Маджоре) на південному схилі Лепонтинських Альп.
Ресурс для роботи ГЕС подається зі сховища Peccia, створеного в долині правої притоки Маджі Fiume Peccia. Сюди надходить:
- вода, подана через відвідний тунель довжиною 6,5 км із ГЕС Бавона (живиться не лише із басейну Маджії, а й за рахунок деривації зі струмків у верхів'ях Тічино та Рони);
- вода, відпрацьована на ГЕС-ГАЕС Печча (живиться за рахунок другого рівня водозаборів на Маджії та Fiume Peccia);
- ресурс із третього рівня водозаборів на Маджі, Fiume Peccia та Бавоні (ще одна права притока Маджії).

Від сховища Peccia дериваційний тунель веде до машинного залу, розташованого південніше в долині Бавони, неподалік від її впадіння в Маджу. Зал  обладнано чотирма турбінами типу Пелтон потужністю по 26 МВт, які працюють при середньому напорі у 489 метр, що забезпечує виробництво 384 млн кВт·год електроенергії на рік.
Відпрацьована вода подається через відвідний тунель довжиною 24 км до водосховища Palagnedra, яке працює на четвертий ступінь ГЕС Вербано.
Як і інші об'єкти гідровузла Маджія, Каверньйо керується дистанційно з диспетчерського центру Локарно.